# Willy Wonka Was a Child Murderer
Willy Wonka Was a Child Murderer è il quarto EP pubblicato dal rapper statunitense XXXTentacion il 28 aprile 2016 su Soundcloud.

## Antefatti
Willy Wonka Was a Child Murderer presenta un drastico cambiamento dello stile di XXXTentacion. Formato da 4 tracce, l'EP cambia dal classico hip hop aggressivo orientato verso il punk rock a musica ispirata indipendente, metal e rock. L'EP è stato pubblicato il 28 aprile 2016.
In un'intervista di No Jumper, XXXTentacion ha affermato che anche se è cresciuto ascoltando generalmente musica hip hop, ha ascoltato anche gruppi principalmente metal e hard rock come i Three Days Grace, The Fray e Papa Roach. Ha rivelato anche che per un breve periodo ascoltava i Blood On The Dance Floor.
I brani Valentine e King sono stati successivamente ri-pubblicati nel mixtape Revenge di X (anche se Valentine è stato successivamente rimosso a causa di problemi col campionamento), mentre Never era già stato pubblicato nel precedente EP The Fall del 2014. La title track presente nell'EP fa quindi fondamentalmente da singolo autonomo.

## Tracce
1. Valentine – 2:32 (testo: Jahseh Onfroy – musica: Mikey The Magician, XXXTentacion)
2. King – 1:53 (testo: Jahseh Onfroy, King Yosef – musica: King Yosef)
3. Willy Wonka Was a Child Murderer – 1:48 (testo: Jahseh Onfroy, King Yosef – musica: King Yosef)
4. Never – 3:40 (testo: Jahseh Onfroy – musica: Aesthesys)

## Formazione
Musicisti
- XXXTentacion – voce, testi, produzione
- King Yosef - testi, produzione

Produzione
- Aesthesys - produzione
- Mikey The Magician - produzione